# Emanuele Calaiò
Emanuele Calaiò (Palermo, Italia, 8 de enero de 1982) es un exfutbolista italiano. Jugaba de delantero y su último equipo fue la US Salernitana. Actualmente es dirigente del sector juvenil de la Salernitana.

## Trayectoria
Debutó en la Serie A con el Torino el 6 de enero de 2000, en un partido contra la Reggina, realizando un gol a los 3 minutos de su entrada al campo. En esa temporada jugó 6 partidos más sin ningún gol.
Después de una temporada en la Serie B y otra en la Serie A con el Torino, estuvo brevemente en la Ternana y en el Messina. En enero de 2003 fue transferido al Pescara. Allí jugó 70 partidos en tres temporadas con 27 goles.
En enero de 2005 fue adquirido por el Napoli. Su primer partido oficial del club fue el 16 de enero de 2005 contra la Fermana, el partido terminó 1 a 1 y Calaiò erró un penal. Su primer gol en la entidad, lo convirtió el 30 de enero del mismo año en la victoria por 4 a 1 contra el Lanciano. En la temporada 2005-06 fue unos de los artífices del ascenso del Napoli a la Serie B con 18 goles y, la temporada siguiente, del regreso a la Serie A con 14 tantos.
El 1 de julio de 2008 fue cedido al Siena. Después de casi cinco años con los bianconeri toscanos, con un total de 154 presencias y 50 goles, en enero de 2013 volvió al club napolitano como cedido hasta final de la temporada con opción de compra.
El 2 de septiembre de 2013 fue cedido al Genoa. El 11 de julio de 2014 firmó un contrato de dos años con el Catania. Tras una temporada en las filas del Spezia, en el verano de 2016 fichó por el Parma, recién ascendido a la Lega Pro.
En 2018 fue sancionado por un supuesto arreglo en un partido con jugadores del equipo rival; la sanación consistía en estar inhabilitado para jugar fútbol durante 2 años. Sin embargo, el tribunal de apelación redujo la descalificación al 31 de diciembre de 2018, también imponiendo una sanción pecuniaria de 30.000 euros.
En enero de 2019 fichó por la Salernitana, su último equipo como futbolista. Desde septiembre del mismo año se convirtió en un dirigente del sector juvenil de este club campano.
Su pierna más hábil es la zurda y su posición preferida era el centro del área.

## Clubes y estadísticas
| Temporada      | Equipo        | Liga          | Liga  | Liga  | Copas nacionales | Copas nacionales | Copas nacionales | Torneos internacionales | Torneos internacionales | Torneos internacionales | Otras copas | Otras copas | Otras copas | Total | Total |
| Temporada      | Equipo        | Div           | Part. | Goles | Div              | Part.            | Goles            | Div                     | Part.                   | Goles                   | Div         | Part.       | Goles       | Part. | Goles |
| -------------- | ------------- | ------------- | ----- | ----- | ---------------- | ---------------- | ---------------- | ----------------------- | ----------------------- | ----------------------- | ----------- | ----------- | ----------- | ----- | ----- |
| 1999-2000      | Torino        | A             | 7     | 1     | CI               | 0                | 0                | -                       | -                       | -                       | -           | -           | -           | 7     | 1     |
| 2000-2001      | Torino        | B             | 9     | 2     | CI               | 2                | 0                | -                       | -                       | -                       | -           | -           | -           | 11    | 2     |
| 2001-ene. 2002 | Torino        | A             | 4     | 0     | CI               | 1                | 0                | -                       | -                       | -                       | -           | -           | -           | 5     | 0     |
| Total Torino   | Total Torino  | Total Torino  | 20    | 3     |                  | 3                | 0                |                         | -                       | -                       |             | -           | -           | 23    | 3     |
| ene.-jun. 2002 | Ternana       | B             | 10    | 2     | CI               | 0                | 0                | -                       | -                       | -                       | -           | -           | -           | 10    | 2     |
| 2002-ene. 2003 | Messina       | B             | 12    | 2     | CI               | 0                | 0                | -                       | -                       | -                       | -           | -           | -           | 12    | 2     |
| ene.-jun. 2003 | Pescara       | C1            | 8+2   | 1     | CI+CI-C          | 0+0              | 0                | -                       | -                       | -                       | -           | -           | -           | 10    | 1     |
| 2003-2004      | Pescara       | B             | 43    | 21    | CI               | 1                | 0                | -                       | -                       | -                       | -           | -           | -           | 44    | 21    |
| 2004-ene. 2005 | Pescara       | B             | 19    | 6     | CI               | 3                | 2                | -                       | -                       | -                       | -           | -           | -           | 22    | 8     |
| Total Pescara  | Total Pescara | Total Pescara | 70+2  | 28    |                  | 4                | 2                |                         | -                       | -                       |             | -           | -           | 76    | 30    |
| ene.-jun. 2005 | Napoli        | C1            | 15+3  | 6     | -                | -                | -                | -                       | -                       | -                       | -           | -           | -           | 18    | 6     |
| 2005-2006      | Napoli        | C1            | 33    | 18    | CI+CI-C          | 3+0              | 1+0              | -                       | -                       | -                       | SL-C1       | 2           | 0           | 38    | 19    |
| 2006-2007      | Napoli        | B             | 38    | 14    | CI               | 3                | 2                | -                       | -                       | -                       | -           | -           | -           | 41    | 16    |
| 2007-2008      | Napoli        | A             | 26    | 2     | CI               | 5                | 1                | -                       | -                       | -                       | -           | -           | -           | 31    | 3     |
| 2008-2009      | Siena         | A             | 33    | 5     | CI               | 2                | 1                | -                       | -                       | -                       | -           | -           | -           | 35    | 6     |
| 2009-2010      | Siena         | A             | 33    | 8     | CI               | 1                | 1                | -                       | -                       | -                       | -           | -           | -           | 34    | 9     |
| 2010-2011      | Siena         | B             | 39    | 18    | CI               | 1                | 0                | -                       | -                       | -                       | -           | -           | -           | 40    | 18    |
| 2011-2012      | Siena         | A             | 25    | 11    | CI               | 1                | 1                | -                       | -                       | -                       | -           | -           | -           | 26    | 12    |
| 2012-ene. 2013 | Siena         | A             | 18    | 4     | CI               | 1                | 1                | -                       | -                       | -                       | -           | -           | -           | 19    | 5     |
| Total Siena    | Total Siena   | Total Siena   | 148   | 46    |                  | 6                | 4                |                         | -                       | -                       |             | -           | -           | 154   | 50    |
| ene.-jun. 2013 | Napoli        | A             | 6     | 0     | CI               | 0                | 0                | UEL                     | 2                       | 0                       | SI          | 0           | 0           | 8     | 0     |
| Total Napoli   | Total Napoli  | Total Napoli  | 118+3 | 40    |                  | 11               | 4                |                         | 2                       | 0                       |             | 2           | 0           | 136   | 44    |
| 2013-2014      | Genoa         | A             | 22    | 3     | CI               | 0                | 0                | -                       | -                       | -                       | -           | -           | -           | 22    | 3     |
| 2014-2015      | Catania       | B             | 35    | 18    | CI               | 2                | 0                | -                       | -                       | -                       | -           | -           | -           | 37    | 18    |
| 2015-2016      | Spezia        | B             | 37+1  | 9     | CI               | 3                | 2                | -                       | -                       | -                       | -           | -           | -           | 41    | 11    |
| 2016-2017      | Parma         | LP            | 36+6  | 15+2  | CI-LP            | 1                | 1                | -                       | -                       | -                       | -           | -           | -           | 43    | 18    |
| 2017-2018      | Parma         | B             | 35    | 13    | CI               | 1                | 1                | -                       | -                       | -                       | -           | -           | -           | 36    | 14    |
| 2018-2019      | Parma         | A             | 0     | 0     | CI               | 0                | 0                | -                       | -                       | -                       | -           | -           | -           | 0     | 0     |
| Total Parma    | Total Parma   | Total Parma   | 71+6  | 28+2  |                  | 2                | 2                |                         | -                       | -                       |             | -           | -           | 79    | 32    |
| ene.-jun. 2019 | Salernitana   | B             | 12+2  | 2     | CI               | 0                | 0                | -                       | -                       | -                       | -           | -           | -           | 14    | 2     |
| Total carrera  | Total carrera | Total carrera | 569   | 183   |                  | 31               | 14               |                         | 2                       | 0                       |             | 2           | 0           | 604   | 197   |

## Palmarés

### Campeonatos nacionales
| Título   | Club   | País   | Año     |
| -------- | ------ | ------ | ------- |
| Serie B  | Torino | Italia | 2000-01 |
| Serie C1 | Napoli | Italia | 2005-06 |

### Distinciones individuales
| Distinción              | Año     |
| ----------------------- | ------- |
| Goleador de la Serie C1 | 2005/06 |